# 3643 Tienchanglin
3643 Tienchanglin (1978 UN2) là một tiểu hành tinh vành đai chính.